# Cellana ornata
Cellana ornata is een slakkensoort uit de familie van de Nacellidae. De wetenschappelijke naam van de soort is voor het eerst geldig gepubliceerd in 1817 door Dillwyn.